# Gyrinus neptunus
Gyrinus neptunus là một loài bọ cánh cứng trong họ van Gyrinidae. Loài này được Melsheimer miêu tả khoa học năm 1806.